# Stanisław Boczar
Stanisław Boczar (ur. 12 sierpnia 1926 w Haczowie, zm. 20 lutego 1997) – polski inżynier, profesor nauk technicznych.

## Życiorys
Był absolwentem Akademii Górniczej, w 1961 r. obronił pracę doktorską pt. Analiza dokładnościowa kilku metod wyznaczenia szerokości astronomicznej, w 1969 r. habilitował się na podstawie pracy zatytułowanej Wyrównywanie i obliczenie przestrzennej (trójwymiarowej) sieci triangulacyjnej na podstawie synchronicznych obserwacji fotograficznych ruchomych punktów świetlnych na tle gwiazd. W 1989 r. uzyskał tytuł profesora nauk technicznych.
Pracował w Zakładzie Geodezji i Kartografii na Wydziale Geodezji Górniczej i Inżynierii Środowiska Akademii Górniczo-Hutniczej im. St. Staszica.

## Odznaczenia i wyróżnienia
- Nagroda Rektora AGH (wielokrotnie)[2]
- Złoty Krzyż Zasługi[2]
- Krzyż Kawalerski Orderu Odrodzenia Polski[2]